# 외돌개
제주 서귀포 외돌개(濟州 西歸浦 외돌개)는 대한민국 제주특별자치도 서귀포시 서홍동에 있는 자연명승이다. 2011년 6월 30일 대한민국의 명승 제79호로 지정되었다.

## 개요
외돌개의 높이는 20여m, 폭은 7~10m로 화산이 폭발하여 분출된 용암지대에 파도의 침식작용으로 형성된 돌기둥으로 수직의 해식절벽이 발달한 주변 해안과 해식동굴이 함께 어우러져 특이한 해안 절경을 연출하는 명승지이다.
바다에 나가 돌아오지 않는 할아버지를 기다리던 할머니가 돌로 굳어 외돌개가 되었다는 할망바위 전설이 있다.

## 참고 문헌
- 제주 서귀포 외돌개 - 국가유산청 국가유산포털